# Longjiadian
Longjiadian (kinesiska: 龙家店镇, 龙家店) är en köping i Kina. Den ligger i provinsen Hebei, i den norra delen av landet, omkring 230 kilometer öster om huvudstaden Peking. Antalet invånare är 41 877. Befolkningen består av 20 639 kvinnor och 21 238 män. Barn under 15 år utgör 15,0 %, vuxna 15-64 år 73 %, och äldre över 65 år 11,0 %.
Genomsnittlig årsnederbörd är 771 millimeter. Den regnigaste månaden är augusti, med i genomsnitt 202 mm nederbörd, och den torraste är januari, med 3 mm nederbörd.